# Mô tô nước

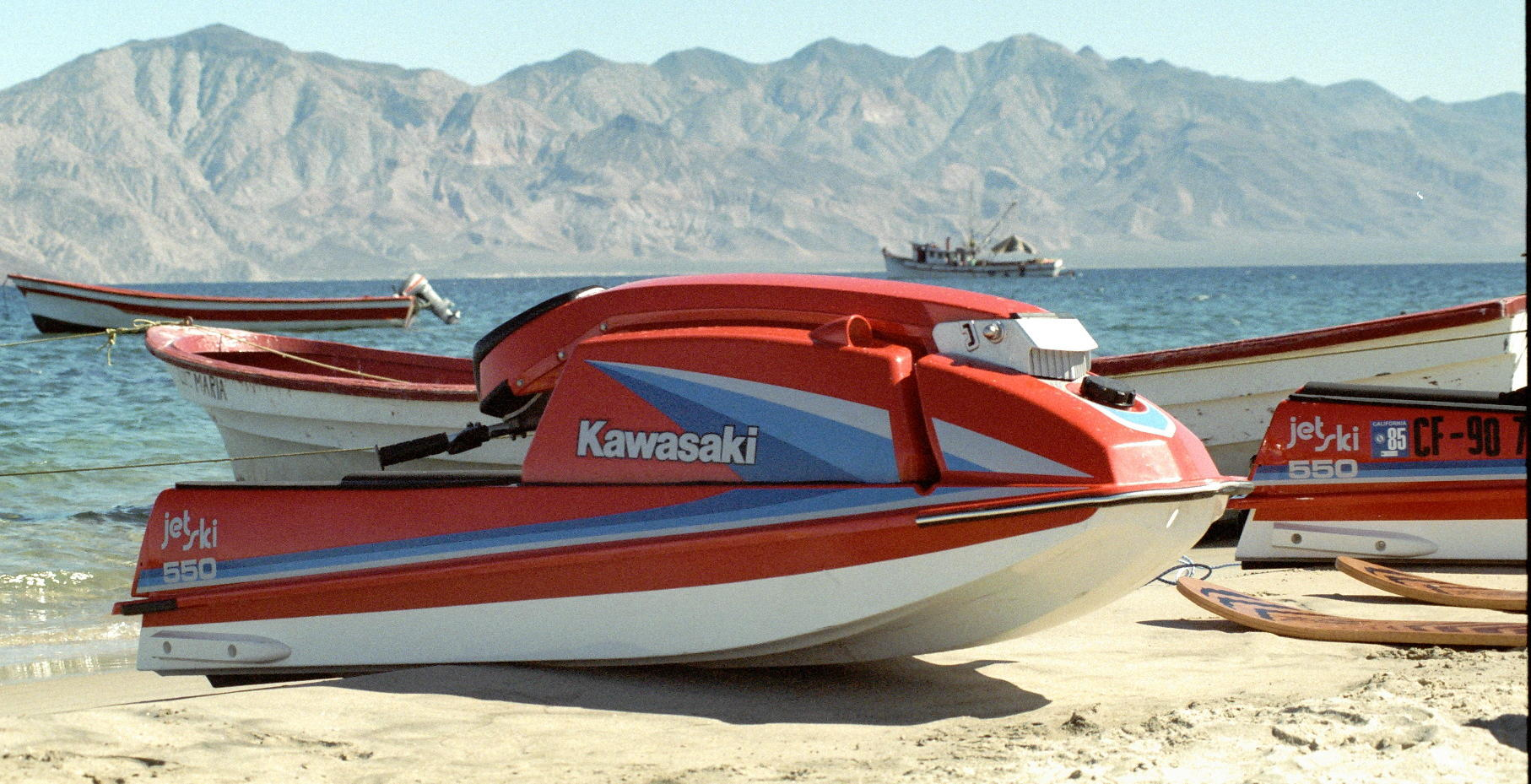
Kawasaki 550 Jet Ski năm 1985

Lái mô tô nước trên dòng sông Mekong ở Si Phan Don, Lào.

Mô tô nước (tiếng Anh: water scooter, boatercycle, jetski) là thiết bị là một phương tiện tiêu khiển trên mặt nước mà người lái ngồi hoặc đứng trên, chứ không phải bên trong như trên một chiếc thuyền, và di chuyển trên mặt nước ở tốc độ cao. Những mẫu đời mới ngày nay được mở rộng thêm công năng, khả năng cung cấp nhiên liệu cho hành trình dài, một số loại đạt trên 161 km.

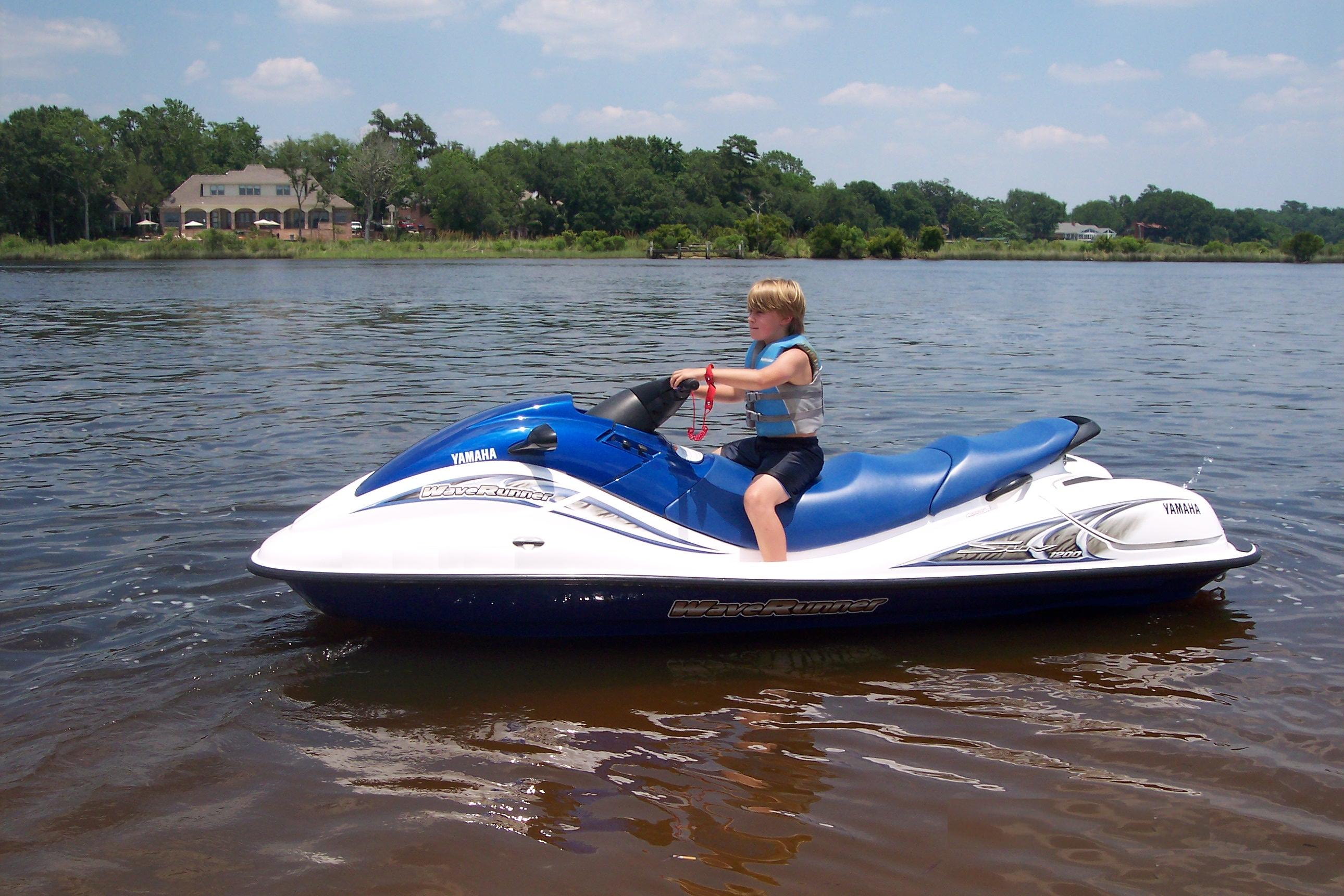
Một số Mô tô nước cá nhân chở được tới 4 hành khách, có động cơ lên đến 300 mã lực (220 kW), đạt tốc độ lên đến 70 dặm / giờ (110 km / h), mang theo 95 l nhiên liệu, và tính năng các tiện nghi như tấm che nắng và ghế du lịch có đệm thêm.

## Lịch sử
Xuất hiện ở Mỹ, được một người đàn ông tên là Clayton Jacobson ở thành phố Lake Havasu, Arizona, Mỹ lên ý tưởng vào năm 1960.
Là người đam mê xe mô tô, jacobson đã thực hiện ý tưởng vào giữa năm 1960 ý tưởng kết hợp một động cơ bơm nước phản lực lắp trong
Toàn bộ vỏ chiếc thử nghiệm đó được làm bằng nhôm,và có một động cơ được cố định thẳng.
Jacobson đã từ bỏ công việc hiện tại của ông là làm ở ngân hàng thời đó để cống hiến hết mình theo đuổi ý tưởng mà ông đã gây dựng
Và ông đã có thành công nhất định là hoàn thành mẫu thử nghiệm làm việc vào năm 1965.
Mẫu mã thời đó khác so với mẫu mô tô nước hiện nay, nhưng có một số tương đồng nhất định 
Jacobson đã có mẫu mô tô nước vỏ làm bằng sợi thủy tinh sau 2 năm sau đó
Mô tô nước đầu tiên tung ra thị trường được thiết kế bởi Bombardier trong cuối những năm 1960. Bombardier thiết kế ban đầu không phải là rất phổ biến và Bombardier để lại các doanh nghiệp trước năm 1970.
Mô tô nước thương mại được sản xuất hàng loạt được giới thiệu đầu tiên do Kawasaki tại Mỹ giới thiệu vào năm 1973, nhưng phiên bản mô tô nước thời đó chỉ dành cho 1 người lái, chưa phát triển cho 2, 3 người chơi như bây giờ, nhưng mẫu mô tô nước đó vẫn được sản xuất không có nhiều thay đổi cho đến ngày nay.
Hiện nay có nhiều hãng tiếp tục phát triển như Kawasaki (Jetski), Bombardier (Sea Doo), Yamaha (WaveRunner), Honda (AquaTrax), Polaris (Sealion) và Arctic Cat (Tigershark).
Mô Tô Nước (Jetski) đầu tiên xuất hiện ở Việt Nam vào năm 1990 thông qua đường nhập khẩu hàng đã qua sử dụng từ nhật bản
nó đã nhanh phát triển và lấy được nhiều thiện cảm từ người chơi và sử dụng và phát triển đến nay 
rất phổ biến tại các khu vực ven biển của Việt Nam, các khu du lịch resort, và các vùng sông nước của sài gòn

### Quy Định an toàn
Các cơ quan quản lý đường sông, đường thủy nội địa là cơ quan quản lý, và phân luồng chạy, quản lý người dùng trực tiếp.
Người sử dụng mô tô nước phải khai báo với cơ quan quản lý đường sông, thủy tại khu vực muốn sử dụng mô tô nước.
Người sử dụng phải có bằng lái cano cao tốc.
Phải tuân thủ quy định an toàn về áo phao, cho mình và người ngồi sau. Phải tuân thủ cách phân luồng tuyến chạy để không gây nguy hiểm tới đối tượng khác.